# Koen Casteels
Koen Casteels   (Bonheiden, 25 de juny de 1992) és un futbolista belga que juga com a porter del Wolfsburg a la Bundesliga. És internacional amb la selecció belga.
Casteels es va desenvolupar a K.R.C. Genk on va ser company d'equip del seu company de porter Thibaut Courtois. Inicialment va ser considerat millor que Courtois, però mentre ell i diversos dels altres porters del club es van lesionar, Courtois va entrar a l'equip.
Casteels va ser fitxat pel VfL Wolfsburg del TSG 1899 Hoffenheim el gener de 2015, però va passar els primers sis mesos del contracte de tres anys i mig cedit al Werder Bremen. Va jugar amb el Wolfsburg a la DFL-Supercup de 2015, salvant de Xabi Alonso en la tanda de penals quan el seu equip va guanyar després d'un empat 1-1.
Quan Diego Benaglio va deixar Wolfsburg el juny de 2017, Casteels va signar un nou contracte de tres anys amb el club i li varen donar la samarreta número 1.